# Peer Gynt (Egk)
Peer Gynt és una obra dramaticomusical en tres actes composta  per Werner Egk sobre un llibret en alemany del mateix compositor, basat en Peer Gynt d'Henrik Ibsen. Es va estrenar el 24 de novembre de 1938 al Staatsoper Unter den Linden de Berlín-Mitte.